# 霍洛溫
50°53′41″N 26°17′42″E / 50.89472°N 26.29500°E
霍洛溫（烏克蘭語：Головин），是烏克蘭西北部羅夫諾州羅夫諾區霍洛温市镇内的村落及其行政中心。面積2.19平方公里，海拔高度184米，2001年人口1,004，人口密度每平方公里458.5人。